# جان جانسون (بازیکن فوتبال)
جان جانسون (انگلیسی: John Johnson؛ زادهٔ ۱۶ سپتامبر ۱۹۸۸) بازیکن فوتبال اهل بریتانیا است.
از باشگاه‌هایی که در آن بازی کرده‌است می‌توان به باشگاه فوتبال نورث‌همپتون تاون، باشگاه فوتبال بنگالورو، باشگاه فوتبال میدلزبرو، و باشگاه فوتبال ترانمره راورز اشاره کرد.